# سکونتگاه اجلند

موقعیت در تگزاس

اقامت در  سکونت گاه اجلند  (Edgeland House) به وسیله یک نویسنده علمی – تخیلی که شیفته زیستگاه انسان قرن ۲۱ در مرزهای شهری مناطق صنعتی متروک است، راه اندازی شده‌است.
سکونت گاه اجلند توسط گروه معماری Bercy Chen Studio در سال ۲۰۱۲ در شرق پرتگاهآستین تگزاس مشرف به رودخانه کلرادو در یک سایت بازسازی شدهٔ صنعتی به مساحت ۱٬۴۰۰ sq ft، طراحی شده‌است. از آنجا که این پروژه بین یک منطقه صنعتی و یک منطقه طبیعی قرار دارد، تعادلی بین این دو سیستم به وجود آمده‌است.
با توجه به وضعیت توپوگرافی منطقه و شیب دار بودن سایت، به طراحان اجازه دفن بنا و دستیابی به حریم خصوصی کامل را داده‌است.

## موقعیت جغرافیایی
شهر آستین مرکز ایالت تگزاس در جنوب ایالات متحده آمریکا است. جمعیت این شهر در حدود ۷۸۶٬۳۸۶ نفر تخمین زده شده‌است.
این شهر در عرض °۳۰ و '۱۶ شمالی و در طول °۹۷ و '۴۷ غربی واقع شده‌است و ۱۶۵ متر از سطح دریا ارتفاع دارد. مساحت آن ۶۶۹ کیلومتر مربع تخمین زده می‌شود.
آستین در جوار رودخانه کلرادو قرار دارد و دارای آب و هوایی نسبتاً خشک و گرم اما مطبوع در طول سال است.
آستین در ۱۸۳۵ نخست توسط اروپاییان مسکونی گردید. در آنزمان تگزاس قسمتی از مستعمرهٔ اسپانیا محسوب می‌شد. اما قبل از آن نیز سرخ‌پوستان در منطقه سکنی داشتند. بزرگترین قبیله مسکونی قبیله تنکاوا (به انگلیسی: Tonkawa) نام داشت. طولی نکشید که آستین تبدیل به پایتخت جمهوری تگزاس گردید و از آن زمان تا به امروز مرکزیت خود را در تگزاس حفظ کرده‌است.

## ایده طراحی
خانه اجلند یک خانه مثلثی منحصربه‌فرد است و به نوعی بازتفسیری مدرن از یکی از قدیمی‌ترین گونه‌شناسی مسکن در شمال آمریکا (خانه گودال مانند بومی آمریکا) pit house است.
این خانه گودالی به شکل طبیعی در استفاده از توده زمین در حفظ تأمین حرارتی در تمام سال پدید آمده‌است.
خانه گودال، یک ساختار نیمه به خاک سپرده با قاب بندی و سقف چمن در بالای آن است. در اینجا ما با یک نوع باستانی خاص روبه رو هستیم.

## توصیف مجموعه

### طرح کلی
فرم خانه خودش به شکلی شبیه یک اسکار (بریدگی) است که احتمالاً گذشته صنعتی سایت را توضیح می‌دهد، در حالی که چمن انبوه سقف نشان دهنده ترمیم آن است.
پلان خانه به شکل یک مثلث طراحی شده‌است. فضاها در دو قسمت مجزا تقسیم شده‌اند. دو سقف بال مانند با پوشش گیاهی انبوه، که یکدیگر را در برابر اشعه آفتاب محافظت می‌کنند بر روی هر قسمت قرار گرفته‌است.
این گونه الگوی سکونتگاهی در تمام طول تاریخ ظهور یافته‌است. رابطهٔ سکونتگاه اجلند با منظر هم، از نظر رهیافت همچون اجرای ساختمان، درگیر یک بام سبز عایق و حدود دو متر گود برداری سایت برای بهره بردن از منافع تودهٔ زمین است، این شرایط کمک می‌کند فضا در تابستان خنک باشد و در زمستان گرم بماند. چنین تنظیم معمارانه‌ای به عنوان فرصتی برای حداکثر صرفه جویی در مصرف انرژی نمایان شده، زمانی که با سیستم‌های اجرایی مانند سیستم هیدرونیک یکپارچهٔ اچ وی ای سی ترکیب شده باشد.
این روش آب و هوای تکزاس مرکزی و استفاده از ظرفیت گرمایی زمین برای تنظیم دما را مورد ملاحظه قرار داده‌است. این پروژه آگاهی دربارهٔ کاهش چشم‌انداز طبیعی و منابع محدود آن با ایجاد تعادل بین منطقهٔ صنعتی و رودخانهٔ طبیعی شکل یافته در جهت مخالف سایت را افزایش داده‌است. سکونتگاه اجلند هم از منظر بصری و هم کارکردی، معماری را در قامت یک سایت ویژهٔ هنری اینستال و بسط منظر متأثر کرده، این برنامهٔ فضایی در دو پاویون مجزا تقسیم شده‌است.
محوطه باریک بین ساختمان که پایین آورده شده‌است اجازه می‌دهد که هوای تازه بین پرتگاه جریان پیدا کند. این محوطه یک تماشاخانه برای مشاهده کوچ پرندگان، شاه پروانه‌ها و حتی کلونی مورچه‌ها و... است. این فضا جایی هم برای زندگی و هم جای برای خوابیدن است و به ارتباطی مستقیم با عناصر بیرونی در گذار از یکی به دیگری نیاز دارد. این پروژه استانداردهای جدیدی برای پایداری با در نظر گرفتن کیفیت‌های زیباشناسانه، اشغال فضایی کوچک و شاخصه‌های مکانیکی یکپارچهٔ آن قرار داده‌است.

## بررسی پایداری مجموعه

### سیستم مکانیکی
سیستم مکانیکی ترکیب شده بر این قرار است:
- سامانه گرمایش و سرمایش هیدرونیک

- تبادل حرارتی زمین‌گرمایی

- تغییر مرحلهٔ انباشت حرارت گرمایی[۲]

### استفاده از بام سبز
در مورد گونه‌های گیاهی مورد استفاده در بام خانه، پس از بررسی و مشورت با یک مرکز گیاه‌شناسی، چهل گونه بومی از گل‌های وحشی و چمن برای حفظ اکوسیستم محلی انتخاب شده و مورد استفاده قرار گرفته‌اند.
Bercy Chen studio و کارگاه تخصصی Avant Guardist یک سیستم سقفی زنده ثبت شده را توسعه داده‌اند. در حالی که تولید کنندگان قبلی سیستم‌هایgreen roof از لایه غشایی جلوگیری‌کننده از آب water-barrier (بعنوان حیاتی‌ترین و ارزشمندترین (گرانترین) قسمت سیستم (استفاده نمی‌کنند، سیستم BCS تمام قسمت‌ها اعم از water-barrier تا لایه‌های محافظ، زهکش خاک و گیاه را شامل می‌شود. این سیستم می‌تواند در برگیرنده گونه‌های مختلف گیاهی باشد اما برای گونه‌های گل و چمن بومی مناسب تر است. مزیت استفاده از گونه‌های گیاه بومی در همخوانی با سایر گیاه‌های اطراف است و همچنین باعث کمینه شدن آبیاری مورد نیاز سیستم می‌شود. سیستم گیاهی (باغچه داری) سقفی BCS در حال حاضر با نصف قیمت سیستم‌های مشابه نصب می‌شود.

### استخر آب
این پروژه همچنین ویژگی‌های یک استخر هوشمند را با جرم حرارتی اضافی که به سیستم زمین گرمایی مربوط می‌شود، ارائه می‌دهد. این استخر به عنوان منبع ذخیره آب هم مورد استفاده‌است.